# Quincy Watts
Quincy Watts - (Detroit, Míchigan, 19 de junio de 1970) es un atleta estadounidense especialista en los 400 metros lisos que ganó dos medallas de oro en los Juegos Olímpicos de Barcelona 1992.
(En el relevo 4x400, el segundo puesto fue Cuba y el tercero Reino Unido y no Jamaica y Alemania.

## Biografía
Tras realizar buenas marcas en pruebas de 100 y 200 metros en su época de instituto, se matriculó en la Universidad de Southern California, donde además de destacar como atleta era también jugador de fútbol americano. Su entrenador en la universidad, Jim Bush, le convenció para especializarse en la prueba de los 400 metros, para la que le veía muy dotado.
En 1991 fue tercero en los 400 m de los campeonatos nacionales absolutos de Estados Unidos. Ese mismo año participó en los Juegos Panamericanos de La Habana, donde fue 4º en los 400 m y 2.º en los relevos 4 x 400 m, y en los Campeonatos del Mundo al aire libre de Tokio, donde solo participó en la prueba de relevos, en la que Estados Unidos quedó 2º por detrás de Gran Bretaña.
1992 fue sin duda el mejor año de su carrera deportiva. Compitiendo por la Universidad de Southern California, obtuvo el título de campeón nacional universitario de 400 m por primera y única vez en su carrera. En las pruebas de clasificación de su país para los Juegos Olímpicos de Barcelona 1992 celebradas en Nueva Orleans, fue 3º por detrás de Danny Everett y Steve Lewis, por lo que pudo acudir a los Juegos.
Ya en los Juegos de Barcelona, Danny Everett estaba considerado como el principal favorito al oro, pero una lesión le impidió clasificarse para la final. Por su parte Quincy Watts tuvo una actuacióin sorprendente y memorable, siendo muy superior a todos sus rivales ya desde las eliminatorias. Ganó la medalla de oro después de haber batido dos veces el récord olímpico de la prueba, primero en las semifinales (43,71) y más tarde en la final (43,50). La medalla de plata fue para su compatriota Steve Lewis (44,21) y la de bronce para el keniano Samson Kitur (44,24)
El anterior récord olímpico estaba en poder de Lee Evans con 43,86 desde los Juegos de México 1968 Los 43,50 de Watts eran además la segunda mejor marca mundial de todos los tiempos.
Unos días más tarde en la prueba de relevos 4 x 400 m el equipo de Estados Unidos formado por Andrew Valmon, Quincy Watts, Steve Lewis y Michael Johnson ganaron la medalla de oro por delante de Jamaica y Alemania Occidental, batiendo además el récord mundial con 2:55,74 De esta forma se batía el récord mundial más antiguo que quedaba en el atletismo, el que había establecido EE. UU. en los Juegos de México 1968 con 2:56,16 y que solo había sido igualado en los Juegos de Seúl 1988
Tras las dos medallas de oro en los Juegos de Barcelona, Quincy Watts no volvería a obtener grandes resultados a nivel individual ni a mejorar su marca personal de 43,50
En los Campeonatos del Mundo de Stuttgart 1993 solo fue 4º en la final de los 400 m, aunque con el equipo de Estados Unidos de relevos 4 x 400 m ganó la medalla de oro y además volvieron a rebajar el récord mundial de la prueba, dejándolo en 2:54,29 El equipo lo formaban los mismos integrantes que el año anterior en Barcelona, sustituyendo a Steve Lewis por el plusmarquista mundial Harry Reynolds.
En 1994 y 1995 no consiguió bajar de los 45 segundos, y en las pruebas de selección para los Juegos Olímpicos de Atlanta 1996 ocupó una decepcionante 7ª posición, por lo que no pudo defender su título olímpico.
En 1997 se retiró del atletismo, y después se hizo sido entrenador.

## Resultados
| Año  | Competición          | Lugar     | Puesto                      | Marca         |
| ---- | -------------------- | --------- | --------------------------- | ------------- |
| 1991 | Juegos Panamericanos | La Habana | 4º en 400 m 2º en 4 x 400 m | 46,01 3:02,02 |
| 1991 | Campeonato del Mundo | Tokio     | 2º en 4 x 400 m             | 2:57,57       |
| 1992 | Juegos Olímpicos     | Barcelona | 1º en 400 m 1º en 4 x 400 m | 43,50 2:55,74 |
| 1993 | Campeonato del Mundo | Stuttgart | 4º en 400 m 1º en 4 x 400 m | 45,05 2:54,29 |